# Doda (città)
Doda è una città dell'India di 13.249 abitanti, capoluogo del distretto di Doda,  nel territorio del Jammu e Kashmir. In base al numero di abitanti la città rientra nella classe IV (da 10.000 a 19.999 persone).

## Geografia fisica
La città è situata a 33° 7' 60 N e 75° 34' 0 E e ha un'altitudine di 1.106 m s.l.m..

## Società

### Evoluzione demografica
Al censimento del 2001 la popolazione di Doda assommava a 13.249 persone, delle quali 8.391 maschi e 4.858 femmine. I bambini di età inferiore o uguale ai sei anni assommavano a 1.346, dei quali 733 maschi e 613 femmine. Infine, coloro che erano in grado di saper almeno leggere e scrivere erano 10.112, dei quali 7.153 maschi e 2.959 femmine.